# Laphria marginalis
Laphria marginalis là một loài ruồi trong họ Asilidae. Laphria marginalis được Williston miêu tả năm 1901. Loài này phân bố ở vùng Tân nhiệt đới.